# Berkut (tuta spaziale)

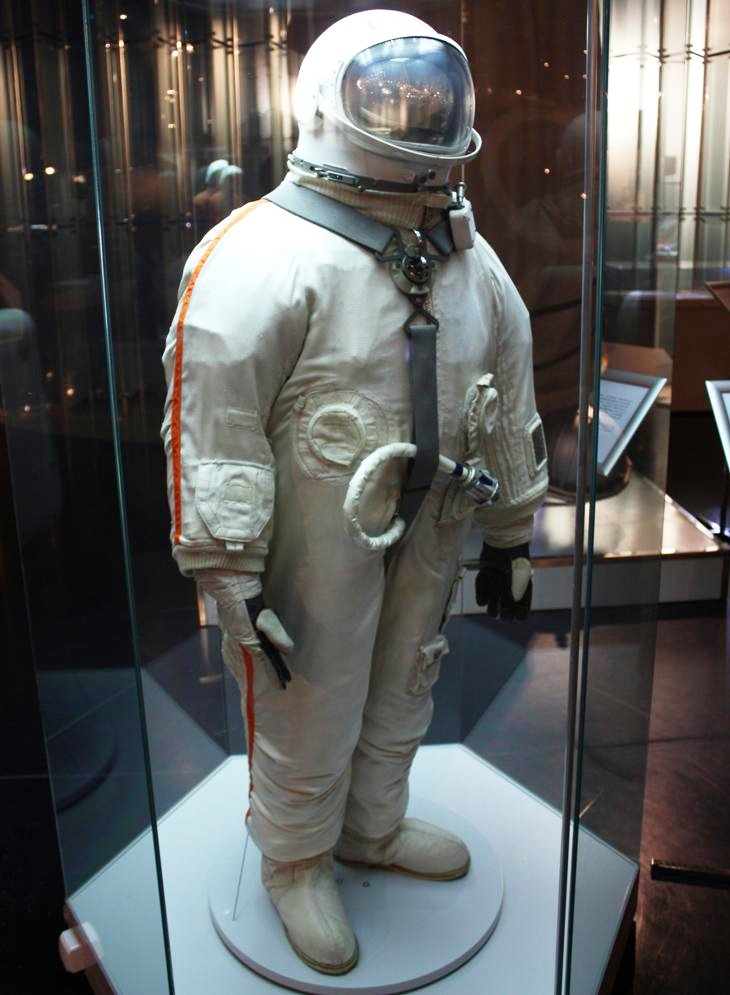
La tuta spaziale Berkut.

La Berkut (in russo: Беркут, ossia aquila reale) è un modello di tuta spaziale sviluppato dall'azienda sovietica NPP Zvezda per essere utilizzato durante le attività extraveicolari da condurre nel corso della missione Voschod 2, svoltasi il 18-19 marzo 1965.

## Specifiche
La Berkut derivava direttamente dalla SK-1, la prima tuta spaziale della storia, utilizzata da Yuri Gagarin per il suo primo viaggio in orbita intorno alla Terra. Come nel caso della precedente, anche la tuta vera e propria della Berkut aveva un peso di 20 kg ed era costituita da un unico elemento semirigido con un'apertura all'altezza della schiena in cui il cosmonauta doveva infilarsi, venendo poi chiusa da un collaboratore. La differenza sostanziale era costituita dal fatto che la Berkut comprendeva anche un PLSS, che riproduceva in scala ridotta il sistema di supporto vitale dell'astronave . Grazie ad esso la pressione interna della tuta in condizioni operative standard era mantenuta a 407 hPa, mentre passava a 274 hPa in condizioni di emergenza, e il suo contenuto di ossigeno poteva garantire al cosmonauta 45 minuti di attività. A differenza della SK-1, inoltre, nella Berkut era presente una valvola di sicurezza che permetteva di evacuare l'umidità e l'anidride carbonica in eccesso.

## Utilizzo operativo
La Berkut fu utilizzata solamente durante la missione Voschod 2, partita il 18 marzo 1965 dal cosmodromo di Bajkonur e rientrata il giorno dopo. La missione stabilì una vera e propria pietra miliare nella storia dell'astronautica dato che per la prima volta nella storia un astronauta uscì da un'astronave per eseguire un'attività extraveicolare rimanendo sospeso nel vuoto.
Verso le 8:30 UTC, il cosmonauta russo Aleksej Archipovič Leonov iniziò ad uscire da una chiusa d'aria, montata sulla Voschod 2 appositamente per dare inizio alle EVA, ed effettuò la prima passeggiata spaziale. Dopo un tempo compreso tra i dieci e i venti minuti, Leonov tentò di rientrare nella chiusa d'aria ma i movimenti si rivelarono per lui più difficili del previsto. La tuta, infatti, in assenza di una contropressione esterna, si era gonfiata a tal punto da ostacolare drasticamente i movimenti dell'astronauta, il quale però riuscì a passare al regime di pressione di emergenza, diminuendo la pressione interna della tuta e riuscendo a raggiungere, bagnato di sudore, la chiusa d'aria.